# Đông Phong, Giai Mộc Tư
Đông Phong (chữ Hán giản thể: 东风区, âm Hán Việt: Đông Phong khu) là một quận thuộc địa cấp thị Giai Mộc Tư, tỉnh Hắc Long Giang, Cộng hòa Nhân dân Trung Hoa. Quận Đông Phong có diện tích 53 km², dân số 100.000 người. Mã số bưu chính của Đông Phong là 154005. Quận này được chia thành 5 nhai đạo: Kiến Quốc, Hiểu Vân, Gia Đông, Giai Nam, Tạo Chỉ.